# Саркар, Джадунатх
Джадунатх Саркар (англ. Jadunath Sarkar; 10 декабря 1870 — 15 мая 1958) — крупнейший индийский историк. В 1938 г. получил за свою научную деятельность рыцарское звание «сэра».

## Жизнь и творчество
Родился в Бенгалии, на территории современного Бангладеш. Изучал период Могольской империи 2-й половины XVII — конца XVIII столетий и возвышение маратхского государства, главным образом по персоязычным источникам, в том числе и по архиву Аурангзеба в Дели. При этом его интересовала почти исключительно политическая и административная история.
Занимая должности профессоров истории в университетах Калькутты, Патны, Бомбея и Каттаки, воспитал целую плеяду индийских историков. Многочисленные капитальные труды Саркара считаются в Индии классическими и неоднократно переиздавались.
Как пишет А. В. Гордон, в своем магистральном труде «Экономика Британской Индии», выдержавшем в Индии четыре издания, Саркар ярко, но, по выражению Л.Б. Алаева, «без перехлестов» показал «паразитический характер» британской экономической политики.

## Сочинения
- History of Aurangzib. — 2 ed. — V. 1 — 5. — Calcutta, 1930.
- Fall of the Mughal empire (1739—1803). — 2 ed. — V. 1—4. — Calcutta, 1949—1952.
- Shivaji and his times. — 6 ed. — Calcutta, 1961.
- House of Shivaji. — 3 ed. — Calcutta, 1955.
- Mughal administration. — 3 ed. — Calcutta, 1935
- Anecdotes of Aurangzib. — 3 ed. — Calcutta, 1949.